# Travels into Several Remote Nations of the World
Travels into Several Remote Nations of the World é o primeiro álbum da banda britânica The Yellow Moon Band, lançado em janeiro de 2009. O título do álbum foi inspirado pelo sub-título do livro As Viagens de Gulliver, de Jonathan Swift.

## Lista das faixas
1. "Polaris"
2. "Chimney"
3. "Entangled"
4. "Maybach"
5. "Focussed"
6. "Domini"
7. "Window"
8. "Lunadelica"